# Аппер-Гановер Тауншип (округ Монтгомері, Пенсільванія)
Аппер-Гановер Тауншип (англ. Upper Hanover Township) — селище (англ. township) в США, в окрузі Монтгомері штату Пенсільванія. Населення — 8350 осіб (2020).

### Клімат
| Клімат : Аппер-Гановер Тауншип | Клімат : Аппер-Гановер Тауншип | Клімат : Аппер-Гановер Тауншип | Клімат : Аппер-Гановер Тауншип | Клімат : Аппер-Гановер Тауншип | Клімат : Аппер-Гановер Тауншип | Клімат : Аппер-Гановер Тауншип | Клімат : Аппер-Гановер Тауншип | Клімат : Аппер-Гановер Тауншип | Клімат : Аппер-Гановер Тауншип | Клімат : Аппер-Гановер Тауншип | Клімат : Аппер-Гановер Тауншип | Клімат : Аппер-Гановер Тауншип | Клімат : Аппер-Гановер Тауншип |
| Показник                       | Січ.                           | Лют.                           | Бер.                           | Квіт.                          | Трав.                          | Черв.                          | Лип.                           | Серп.                          | Вер.                           | Жовт.                          | Лист.                          | Груд.                          | Рік                            |
| Середній максимум, °C          | 3,2                            | 5,1                            | 9,9                            | 16,5                           | 22,3                           | 27,1                           | 29,4                           | 28,4                           | 24,6                           | 18,1                           | 11,8                           | 5,4                            | 16,9                           |
| Середня температура, °C        | −1,5                           | −0,1                           | 4,3                            | 10,3                           | 15,8                           | 20,8                           | 23,3                           | 22,4                           | 18,2                           | 11,8                           | 6,4                            | 0,8                            | 11,1                           |
| Середній мінімум, °C           | −6,2                           | −5,2                           | −1,3                           | 4,0                            | 9,3                            | 14,6                           | 17,2                           | 16,3                           | 11,9                           | 5,5                            | 0,9                            | −3,8                           | 5,3                            |
| Норма опадів, мм               | 83                             | 69                             | 90                             | 98                             | 108                            | 107                            | 123                            | 99                             | 118                            | 108                            | 93                             | 95                             | 1191                           |
| Вологість повітря, %           | 68.4                           | 65.1                           | 60.6                           | 59.5                           | 63.6                           | 69.0                           | 69.0                           | 71.8                           | 72.9                           | 71.4                           | 70.4                           | 70.7                           | 67.7                           |
| ------------------------------ | ------------------------------ | ------------------------------ | ------------------------------ | ------------------------------ | ------------------------------ | ------------------------------ | ------------------------------ | ------------------------------ | ------------------------------ | ------------------------------ | ------------------------------ | ------------------------------ | ------------------------------ |
| Джерело: PRISM                 |                                |                                |                                |                                |                                |                                |                                |                                |                                |                                |                                |                                |                                |

## Демографія
Згідно з переписом 2010 року, у селищі мешкали 6464 особи в 2354 домогосподарствах у складі 1882 родин. Було 2424 помешкання
Расовий склад населення:
| - 95,7 % — білих - 1,5 % — чорних або афроамериканців - 1,5 % — азіатів - 0,1 % — вихідців з тихоокеанських островів |

До двох чи більше рас належало 0,7 %. Частка іспаномовних становила 1,8 % від усіх жителів.
За віковим діапазоном населення розподілялося таким чином: 24,8 % — особи молодші 18 років, 59,8 % — особи у віці 18—64 років, 15,4 % — особи у віці 65 років та старші. Медіана віку мешканця становила 42,4 року. На 100 осіб жіночої статі у селищі припадало 99,8 чоловіків;  на 100 жінок у віці від 18 років та старших — 96,8 чоловіків також старших 18 років.
Середній дохід на одне домашнє господарство  становив 93 904 долари США (медіана — 81 295), а середній дохід на одну сім'ю — 107 156 доларів (медіана — 89 555). Медіана доходів становила 67 534 долари для чоловіків та 48 299 доларів для жінок. За межею бідності перебувало 4,6 % осіб, у тому числі 7,0 % дітей у віці до 18 років та 3,7 % осіб у віці 65 років та старших.
Цивільне працевлаштоване населення становило 3680 осіб. Основні галузі зайнятості: освіта, охорона здоров'я та соціальна допомога — 26,1 %, виробництво — 15,6 %, роздрібна торгівля — 13,1 %.